# 레거시 아레나
레거시 아레나(영어: Legacy Arena)는 미국 앨라배마주 버밍햄에 위치한 실내 경기장이다. 현재 G 리그 버밍햄 스쿼드론의 홈경기장으로 사용하고 있다.

## NBA프리시즌 경기
| 날짜             | 팀1             | 스코어    | 팀2                 |
| ---------------- | --------------- | --------- | ------------------- |
| 2022년 10월 14일 | 애틀랜타 호크스 | 111 - 120 | 뉴올리언스 펠리컨스 |
| 2023년 10월 12일 | 휴스턴 로키츠   | 120 - 87  | 뉴올리언스 펠리컨스 |
| 2025년 10월 14일 | 휴스턴 로키츠   |           | 뉴올리언스 펠리컨스 |

## 같이 보기
- 버밍햄-제퍼슨 컨벤션 콤플렉스